# Бранденбург (замок, Тюрингия)
Бранденбург (нем. Brandenburg) — руины средневекового замка в муниципалитете Лаухрёден, в коммуне Герстунген, в Тюрингии, Германия. Частично сохранились кольцевые стены, а также три башни.

## История
Археологические находки на месте нынешней крепости показывают, что замковый холм был заселён ещё в железном веке.

### Средние века

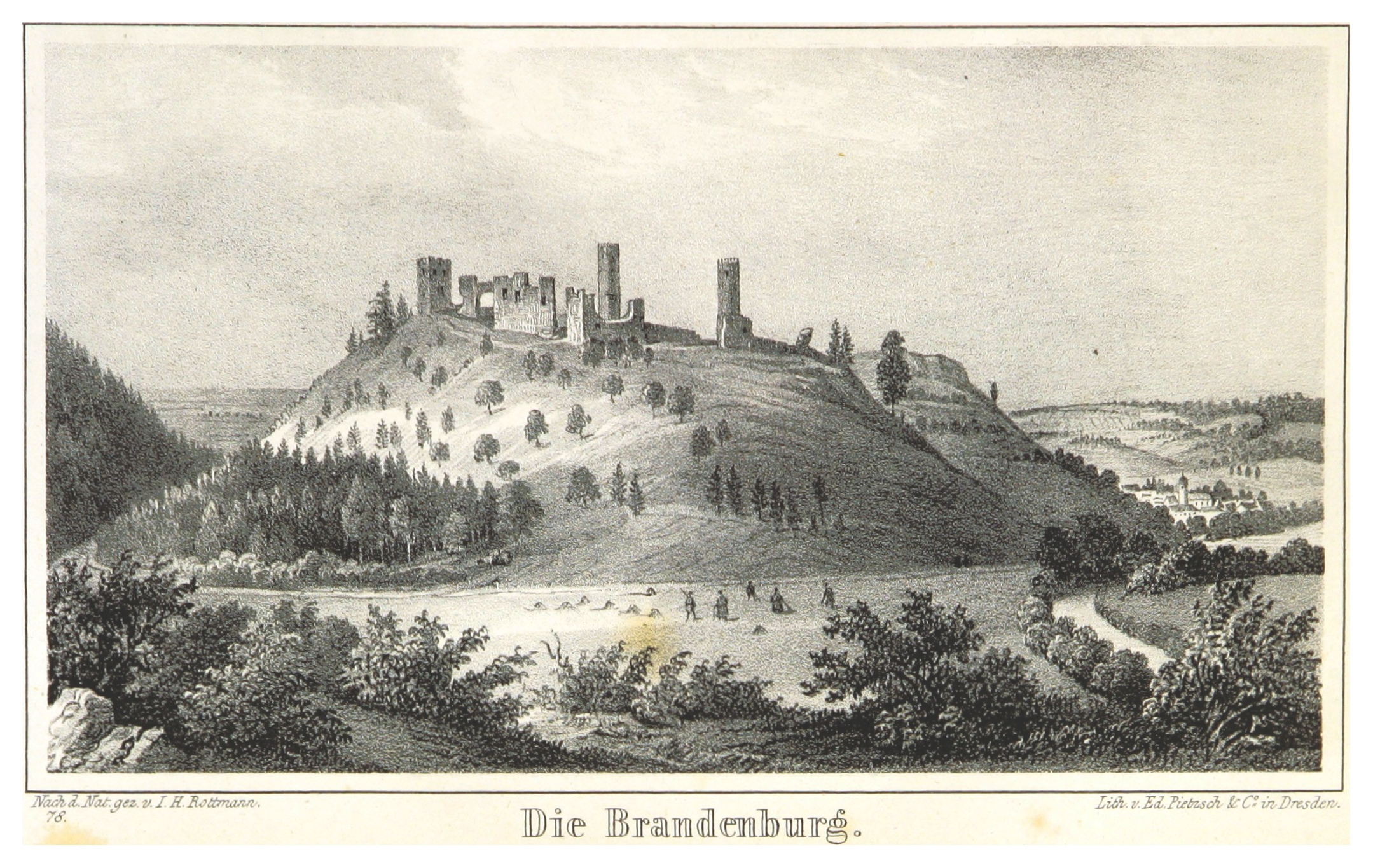
Руины замка на рисунке 1842 года

В XII веке земли графы фон Ватбург, управлявшие окрестными землями, находились в вассальной зависимости от ландграфов Тюрингии. Столицей графских владений служила Вартбургская крепость. Права Виггера фон Вартбурга были оговорены особым договором в 1138 году.
В 1224 году граф Людвиг II фон Вартберга прибавили к своему родовому имени слова фон Бранденбург. Соответственно, можно предположить, что к этому времени крепость Бранденбург уже существовала. В 1279 Альберт II фон Бранденбург продал поместье с замком ландграфу Тюрингии Альбрехту II. В 1290 году тот передал крепость своему сыну по имени Апитц. Причём Альберт II фон Бранденбург оказался последним в роду, кто носил титул графа. В документах 1288 года его семья уже причислена к сословию простых рыцарей.
Крепость Бранденбург к концу XIII века превратилась в административный центр для поселений Лаухрёден, Залльмансхаузен и Унтерэллен. В частности в замке вершился суд. Часто регион относили к владениям могущественного рода Веттинов (линия Саксония-Айзенах). Коммуна Воммен также первоначально принадлежала к области замка Бранденбург, но позднее отошла к монастырским владениям. В документе, составленном в 1268 году, бургграф Бургхард фон Бранденбург уступает часть земель монастырю. В 1364 году местечко Штедтфельд около Эйзенаха перешло во владение рода фон Колматч. В 1401 году Рейнхард фон Бранденбург продал последние принадлежащие ему земли в коммуне Воммен.
С начала XIV века Бранденбург упоминается как крепость, состоящая из двух автономных частей: нижнего и верхнего замков (или западного и восточного). В последующие века у этих двух замков (за исключением кратких перерывов), всегда были разные владельцы.

#### Восточный (Верхний) замок
В ходе междоусобных войн Бранденбург в конце XIII века оказался разрушен. Но уже в начале XIV века Восточный замок полностью восстановили. В 1322 году братья Фриче и Генрих фон Геринген получили его в качестве феода. Крепость оставалась в управлении род фон Геринген до 1359 года. В последующие года Восточный замок несколько за менял владельцев. Здесь правили представители таких родов как фон Витцлебен, фон Веберштадт и фон Колматч. С 1415 по 1892 год Верхний замок принадлежал дворянам цу Бранденбург. После того, как этот род пресёкся, крепость перешла во владение князей Саксен-Веймар-Эйзенах.

#### Западный (Нижний) замок
Западный стал обособленным укреплением в начале XIV века. Первоначально, вероятно, он принадлежал городу Эрфурт. В 1322 году братья Фриче и Генрих фон Геринген получили замок как феод (в этом время Восточный и Западный замок оказались под общим управлением). Но в 1383 году семья фон Геринген заложила замок властям Эрфурта и здесь появился постоянный гарнизон нанятый городским самоуправлением.
С 1390 года Нижний замок принадлежал последовательно принадлежал родам Маршэлле фон Темсбрюк, фон Нессельроде и фон Бойнебург-Хонштайн. В 1405 году Западный замок оказался в руках Хелвига фон Рукуса, а через замужество его дочери Гертруды оказался во владении Георга I фон Рекродта. С той поры, с 1411 года, Нижний замок находился в собственности семьи фон Рекродт почти три столетия, пока этот род не пресёкся в 1703 году.

### XV-XIX века
Западный замок был заброшен в середине XV века, а Восточный — после Тридцатилетней войны. С середины XVII века Бранденбург пришёл в упадок и стал разрушаться. Для окрестных жителей бывшие укрепления превратились в склад строительных материалов. Крестьяне деревень и горожане Лаухрёдена разбирали стены, демонтировали крыши и растащили перекрытия для собственных нужд.
Разбор замка (а по факту — медленный снос) был остановлен только в 1841 году. Руины взял под свою охрану великий князь Карл Фридрих Саксен-Веймар-Эйзенахский. Строительством Тюрингской железной дороги оживило не только местные пассажирские перевозки, но и упростило прибытие в долину реки Верра любителей туризма. К 1870 годам Бранденбург стал популярным местом для экскурсий.

### XX век
В 1906-1907 годах провели обширные работы по предотвращению сохранившихся башен и фрагментов стен от дальнейшего разрушения. Главным образом это касалось Восточного замка, здания которого могли обрушиться.
В 1924 году Ассоциация Werra Valley, основанная в Эшвеге ещё в 1883 году, создала филиал в Бранденбурге. Началось детальное изучение руин. После этого архитекторы составили подробное описание замка и изготовили детальную модель Бранденбурга. Макет изображал замок таким, каким он был в период расцвета в XV векt.
После завершения Второй мировой войны и раздела Германии на ФРГ и ГДР Бранденбург оказался в восточной части страны. С 1962 года из-за очень близкого нахождения государственной границы (по реке Верра) власти ГДР запретили посещение замка. В том числе и жителям поселения Лаухрёден. Только с 1988 года замок вновь стал доступен для туристов.
В 1990 году начались работы по благоустройству территории крепости. Сначала этим занимались энтузиасты из Лаухрёдена. Затем подключились муниципальные власти. Главной проблемой на первом этапе было состояние руин. Требовались срочные работы, чтобы не обрушились башни, которые простояли без ухода несколько десятилетий. В период с 1990 по 1994 годы строители укрепили основные конструкции. Причём работы велись с максимальным сохранением аутентичных материалов.
В ходе работ по благоустройству внутреннее пространство замка и окружающие его старинные рвы были очищены от диких зарослей. В 1994 году замковый комплекс был передан в фонд Тюрингских дворцов и садов, который с тех пор взял на себя заботу о сохранении исторического памятника.

## Местоположение
Руины замка находятся на высоте 274,6 метра над уровнем моря. Бранденбург расположен на высоком холме в центральной части долины реки Верра на самой границе Тюрингии рядом с городком Лаухрёден. На другом берегу расположена коммуна Херлесхаузен (земля Гессен).
К востоку от Бранденбурга находятся ещё два замка: Нойенхоф и Вартбург.

## Современное состояние
Замок Бранденбург открыт для посетителей. В 2000 году сюда были проведены водопровод и электричество. Внутри создали музей, посвящённый истории замка. У подножия крепости оборудовали автопарковку, а вокруг Бранденбурга проложили тропы для пешеходных прогулок.

## Мероприятия, проводимые в замке
В Бранденбурге проводится сразу несколько регулярных фестивалей.
- Фестиваль средневековой культуры. В числе прочего в это время проходят показательные рыцарские турниры и историческую игра с осадой замка.
- У Бранденбургской ассоциации также была идея провести средневековый фестиваль, установились общеевропейские контакты, что позволило создать подлинную историческую игру с В летние месяцы на территории крепости проводятся концерты под открытым небом (так называемые Бранденбургские концерты).
- В замке проходит Дня открытых памятников (мероприятия, посвящённые сохранению исторических памятников Германии).
- У Бранденбургской ассоциации также была идея провести средневековый фестиваль, установились общеевропейские контакты, что позволило создать подлинную историческую игру с с 2015 года на территории замка устраивается Электронный фестиваль Medival — Open Air.

## Галерея

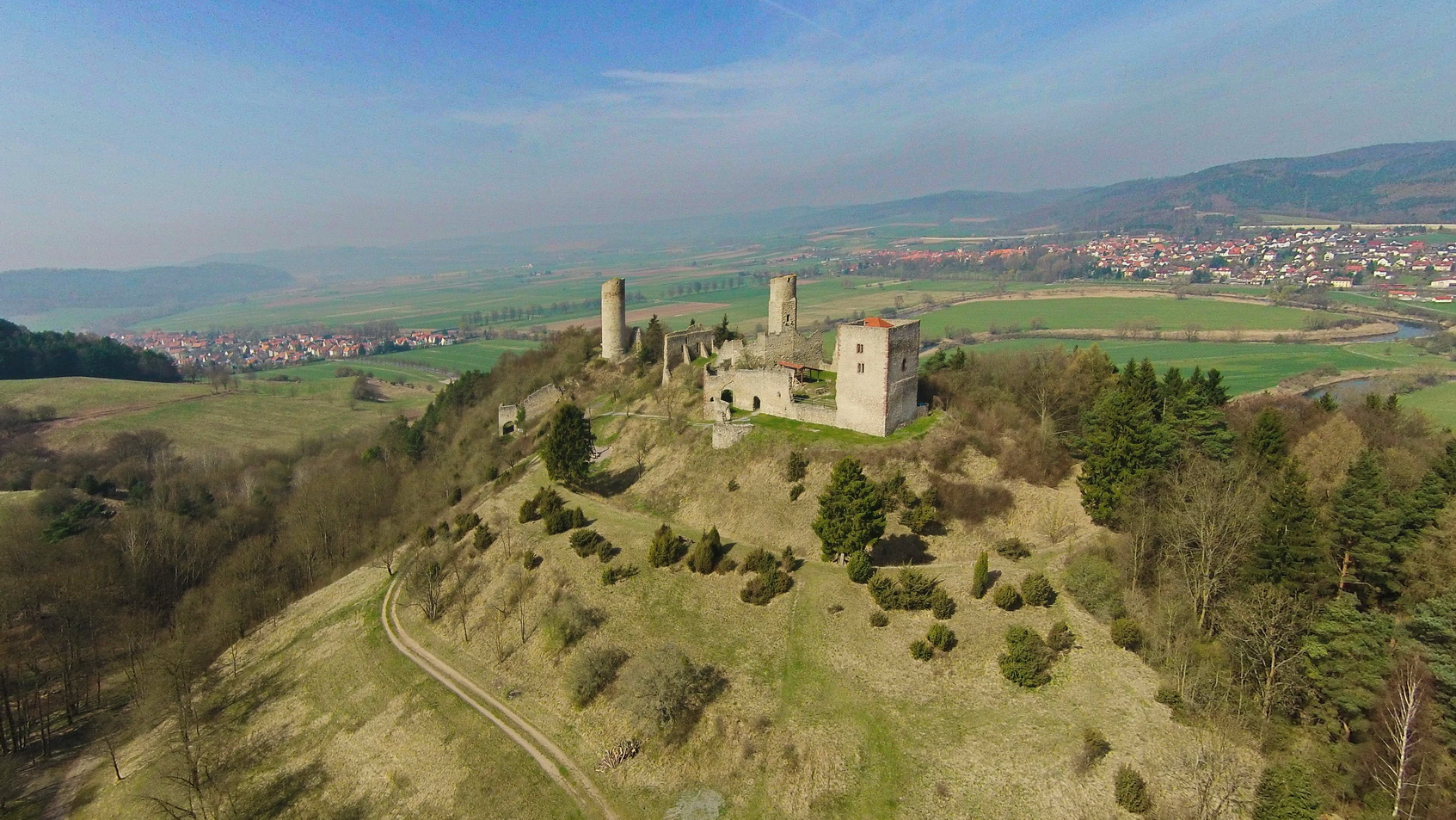
Вид замка с высоты птичьего полёта
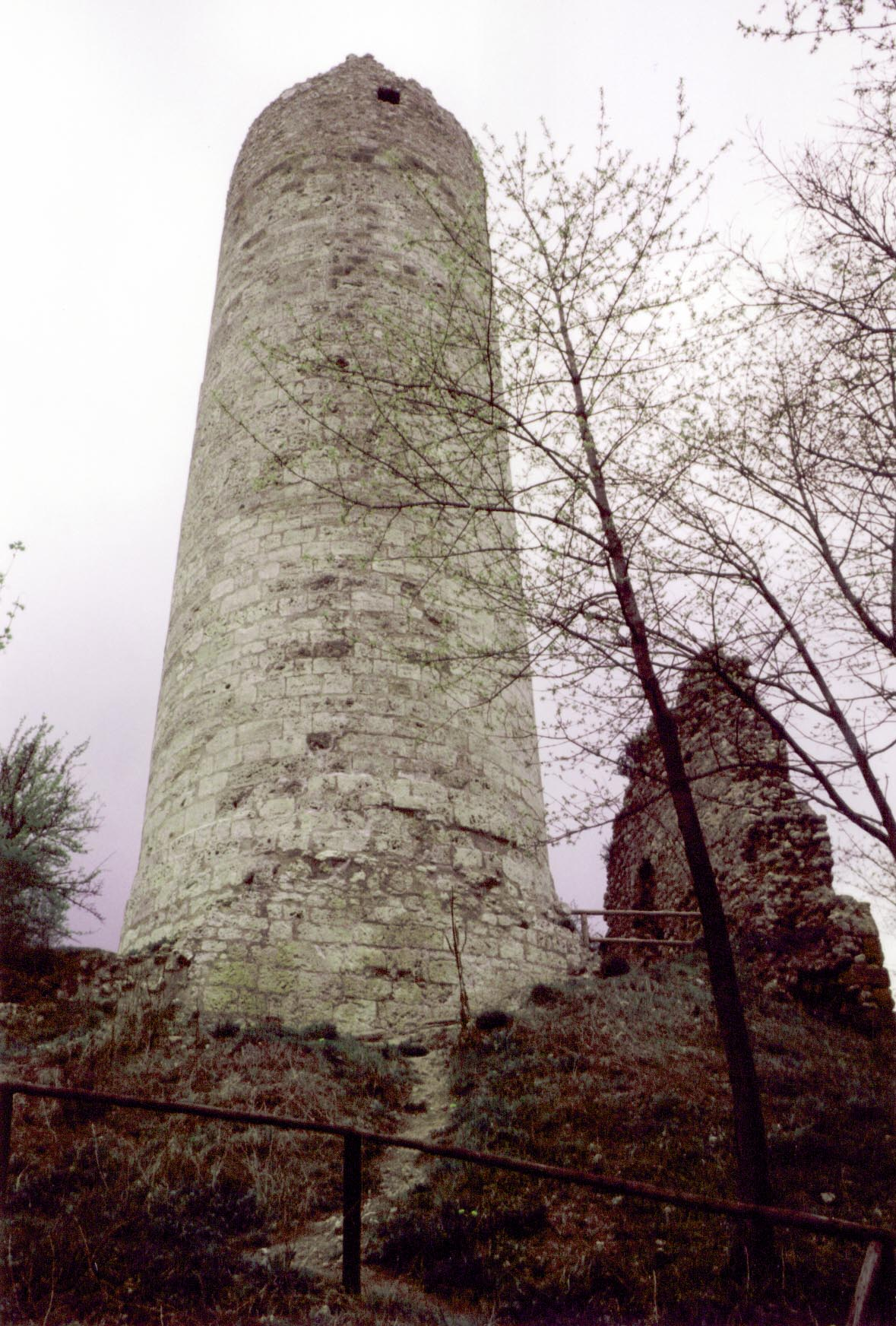
Бергфрид Западного замка
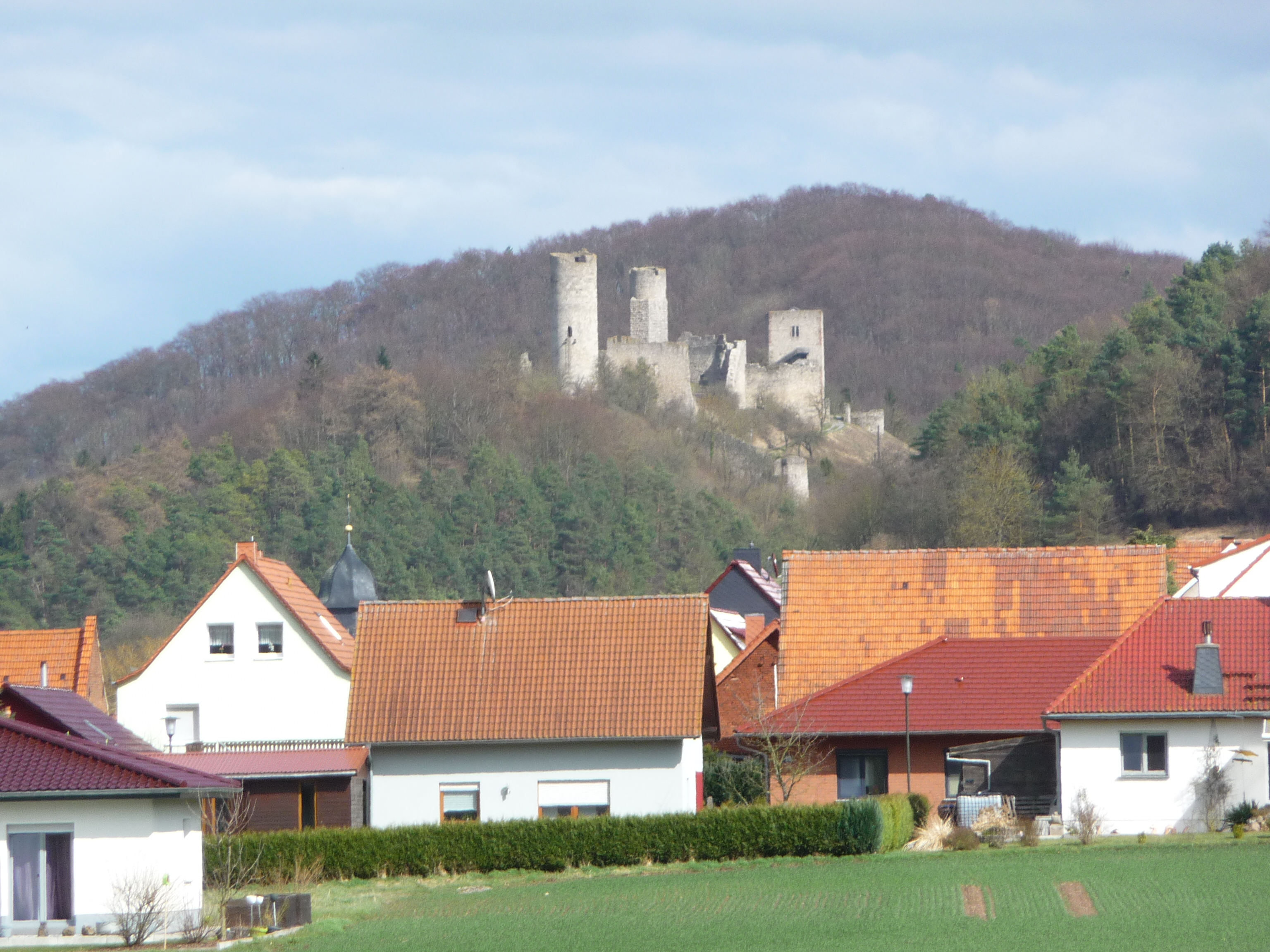
Вид руин замка со стороны Лаухрёдена
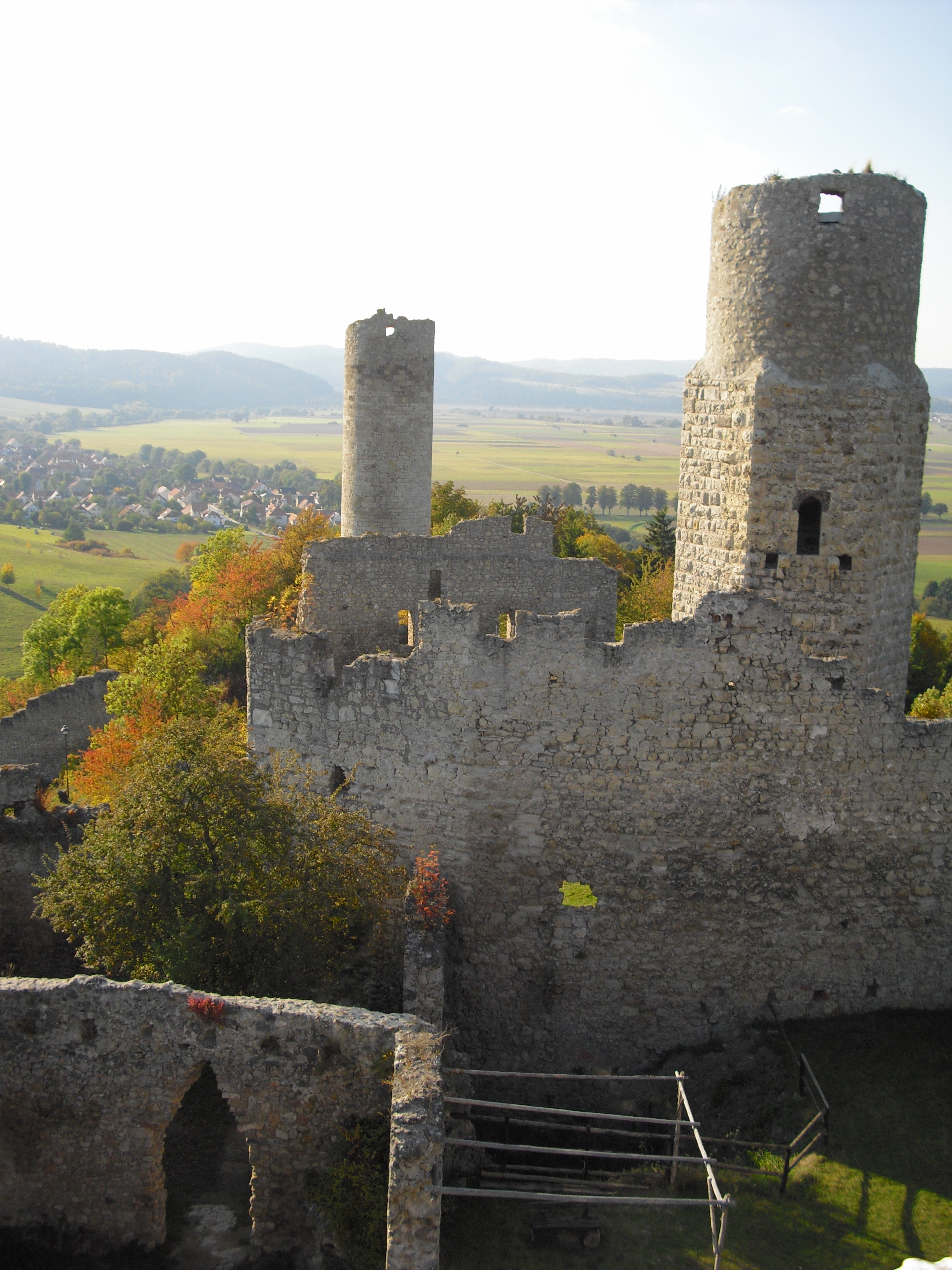
Замок с высоты бергфрида
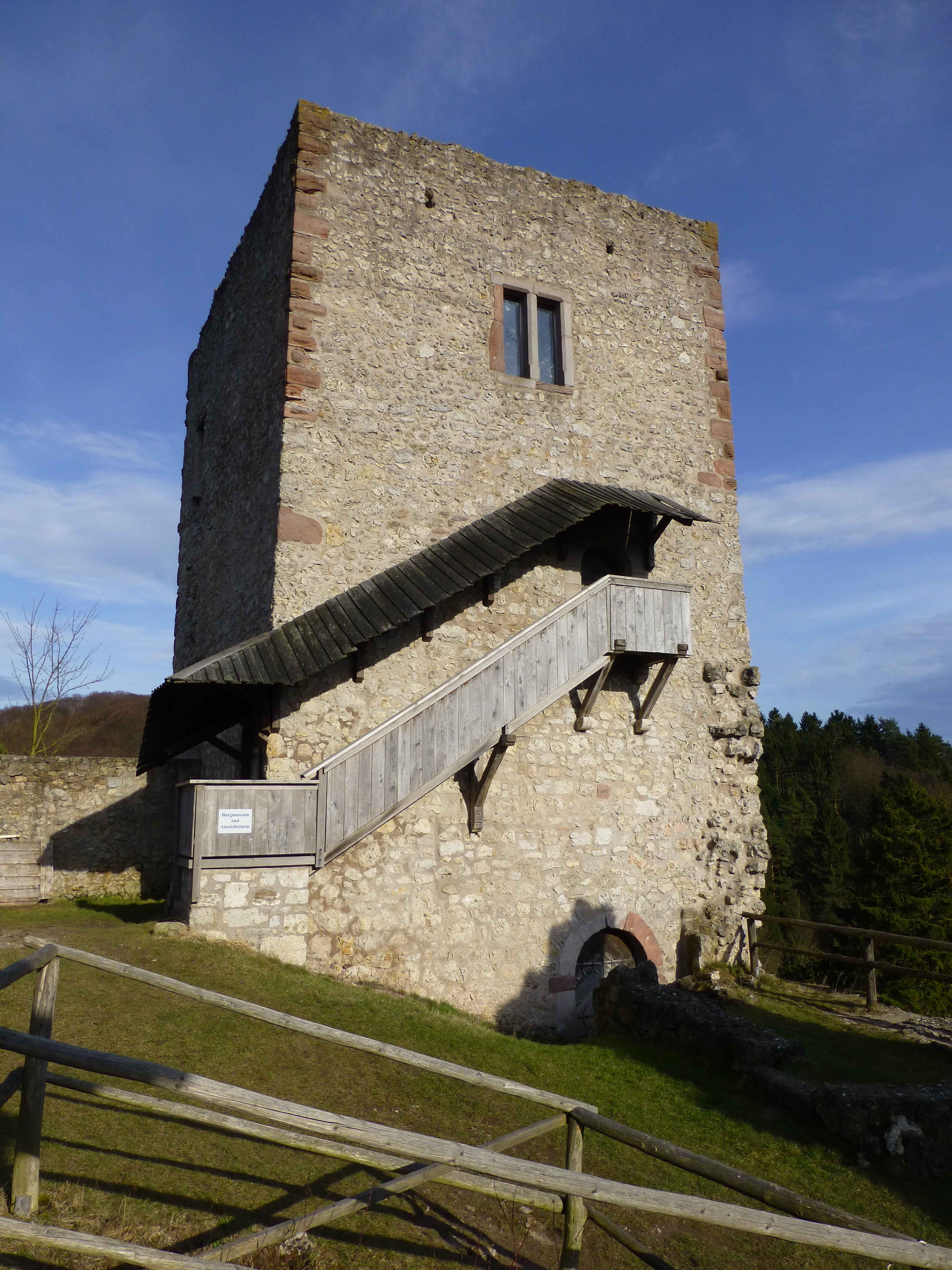
Башня замка, где сейчас расположен музей